# Enrique Álvarez Castillo
Enrique Álvarez (Guayaquil, provincia del Guayas, Ecuador, 18 de octubre de 1920 - † ibídem, 28 de diciembre de 2005), más conocido como "Moscovita" Álvarez, fue un futbolista ecuatoriano. Jugaba de mediocampista y su primer equipo fue Nueve de Octubre de Ecuador, aunque fue en Emelec donde se dio a conocer futbolísticamente.

## Trayectoria
Moscovita Álvarez empezó a jugar fútbol en una pampa cerca de su casa en Guayaquil. Luego fue fichado por un equipo de la Serie B de la Fedeguayas que se llamaba Independiente. Debutó en 1940 con el Nueve de Octubre como interior derecho, que actualmente corresponde a ser volante ofensivo. Desde entonces le decían Escobita por su contextura flaca, pero la gente empezó a confundirse y lo llamaban Moscovita y desde allí se quedó con ese apodo. Con ese equipo fue campeón del Torneo Ovolmatina y campeón de Guayaquil en 1940. En 1942 pasó al Guayaquil Sport Club y en 1943 quedó campeón de Guayaquil nuevamente. 
En 1945 pasó al Emelec junto con Vicente Chento y Marino Alcívar, como volante central brilló durante muchos años y fue ídolo. Su consagración llegó en el Campeonato Sudamericano 1945 en Chile. Su juego en el medio campo era tan vistoso y lleno de virtudes que, luego del partido contra Argentina, algunos dirigentes de Boca Juniors conversaron con el jugador para que se fuera a Argentina, para reemplazar a Ernesto Lazzatti, pero terminó yéndose a Lanús. Regresó a Ecuador y luego pasó durante 6 meses al Audax Italiano de Chile. 
En 1947 pasó a Independiente Santa Fe de Bogotá. En Colombia fue muy querido, respetado y se convirtió en figura. Retornó al Emelec y participó en el Torneo de Campeones en Chile en el año 1948 (evento precursor de la Copa Libertadores), además de salir campeón provincial en 1949. Volvió a Independiente Santa Fe de Bogotá para luego en 1951 ir al Club Hispano de Nueva York. En 1955 regresó a Emelec, pero ya estaba "saturado" de fútbol, jugó apenas dos partidos y decidió retirarse del fútbol profesional. 
Se estableció en Guayaquil hasta que el 28 de diciembre de 2005 falleció a los 85 años. Está sepultado en el Cementerio General de dicha ciudad.

## Selección nacional
Fue internacional con la Selección de fútbol de Ecuador en 17 ocasiones. Su debut fue el 18 de enero de 1942 ante Uruguay en el Campeonato Sudamericano y su único gol lo hizo ante Brasil en el mismo torneo.

### Participaciones en Campeonato Sudamericano
| Campeonato Sudamericano      | Sede    | Resultado     |
| ---------------------------- | ------- | ------------- |
| Campeonato Sudamericano 1942 | Uruguay | Séptimo lugar |
| Campeonato Sudamericano 1945 | Chile   | Séptimo lugar |
| Campeonato Sudamericano 1947 | Ecuador | Sexto lugar   |

## Clubes
| Club                   | País           | Año       |
| ---------------------- | -------------- | --------- |
| Italia                 | Ecuador        | 1940      |
| Nueve de Octubre       | Ecuador        | 1941-1942 |
| Guayaquil Sport        | Ecuador        | 1942-1944 |
| Lanús                  | Argentina      | 1945      |
| Audax Italiano         | Chile          | 1946      |
| Emelec                 | Ecuador        | 1946      |
| Independiente Santa Fe | Colombia       | 1947      |
| Emelec                 | Ecuador        | 1948      |
| Independiente Santa Fe | Colombia       | 1949      |
| Emelec                 | Ecuador        | 1950      |
| Club Hispano           | Estados Unidos | 1951-1952 |
| Emelec                 | Ecuador        | 1953      |

## Palmarés

### Campeonatos locales
| Título                          | Club             | País    | Año  |
| ------------------------------- | ---------------- | ------- | ---- |
| Campeonato Amateur de Guayaquil | Nueve de Octubre | Ecuador | 1940 |
| Campeonato Amateur de Guayaquil | Guayaquil Sport  | Ecuador | 1943 |
| Campeonato Nacional Amateur     | Selección Guayas | Ecuador | 1944 |
| Campeonato Amateur de Guayaquil | Emelec           | Ecuador | 1946 |
| Campeonato Amateur de Guayaquil | Emelec           | Ecuador | 1948 |
| Campeonato Nacional Amateur     | Selección Guayas | Ecuador | 1949 |